# آرثر موس
آرثر موس (بالإنجليزية: Arthur Moss)‏ هو صحفي وشاعر أمريكي، ولد في 1889، وتوفي في 1969.